# Bisdom Tagbilaran
Het bisdom Tagbilaran (Latijn: Dioecesis Tagbilarana) is een rooms-katholiek bisdom met als zetel Tagbilaran, op de Filipijnen. Het bisdom is suffragaan aan het aartsbisdom Cebu. 

## Geschiedenis
Het bisdom werd opgericht op 8 november 1941, uit delen van het aartsbisdom Cebu. Op 9 januari 1986 verloor het gebied bij de oprichting van het bisdom Talibon. 

## Parochies
Het bisdom had in 2022 een oppervlakte van 1.734 km2 en telde 1.079.000 inwoners waarvan 77,0% rooms-katholiek was.

## Bisschoppen
- Julio Rosales y Ras (22 juni 1946 - 17 december 1949; kardinaal in 1969)
- Manuel Mascariñas y Morgia (12 november 1951 - 3 juli 1976)
  - Juan Nicolasora Nilmar (hulpbisschop: 18 april 1970 - 3 juni 1976)
- Onesimo Cadiz Gordoncillo (3 juli 1976 - 18 juni 1986)
- Felix Sanchez Zafra (20 oktober 1986 - 21 april 1992)
- Leopoldo Sumaylo Tumulak (28 november 1992 - 15 januari 2005)
- Leonardo Yuzon Medroso (17 oktober 2006 - 13 oktober 2016)
- Alberto Sy Uy (13 oktober 2016 - heden)

## Galerij van afbeeldingen

Wapen van het bisdom
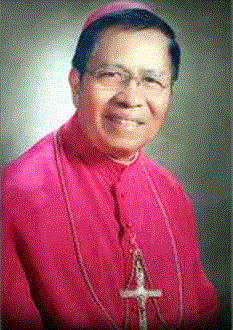
Bisschop Leonardo Yuzon Medroso (2006-2016)
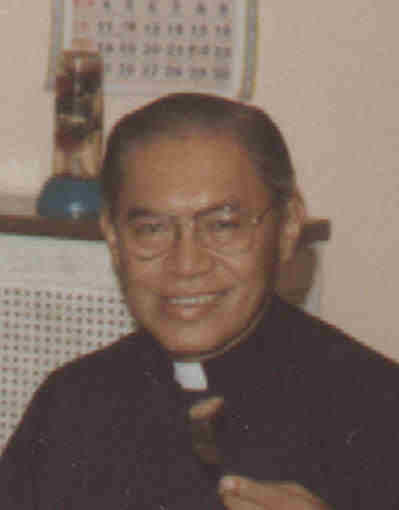
Bisschop Felix Sanchez Zafra (1986-1992)
Bisschop Onesimo Cadiz Gordoncillo (1976-1986)

Cebu (aartsbisdom) · Dumaguete · Maasin · Tagbilaran · Talibon